# 广深铁路股份
廣深鐵路股份有限公司 （港交所：525、上交所：601333），是一家在上海、香港上市的鐵路運輸公司，也是中国目前唯一一家在三地上市的铁路运输企业。公司前身为“广深铁路公司”，成立於1984年，至1996年3月改制為股份公司，其主要業務是經營广深铁路、京广铁路坪石至广州段的鐵路客貨運輸業務，营业线路总长481.2公里。截至2022年12月，持有广深铁路股份有限公司最多股份的股东分别为中国铁路广州局集团有限公司（37.12%）和代持H股的香港中央结算（代理人）有限公司  （21.21%）。

## 历史

### 创立
广深铁路公司实际上是中国改革开放的标志性产物。1981年6月，中共十一届六中全会首次提出在公有制基础上实行计划经济，同时发挥市场调节的辅助作用。1984年10月，中共第十二届三中全会通过了《中共中央关于经济体制改革的决定》，第一次明确提出了社会主义有计划商品经济的理论。中国交通运输行业开始以政企分开、扩大企业经营自主权为突破口，展开了市场化改革的探索。
1980年代起，随着改革开放的进行，深圳成立了经济特区，珠三角地区经济迅速发展，进口货物和旅客大量增加，原有广深铁路单线难以满足运输需要。为此，与广东省政府商议后，广州铁路局于1981年6月10日，向铁道部报送《广深铁路改造设计任务书》，请求增建广深铁路复线。1983年6月25日，国务院批复了有关计划。惟当时中国国内尚有不少等待改造、新建的铁路项目，国家铁路建设资金紧张，故广州铁路局与国务院协商后，决定选择自筹资金、以路养路、以路建路的改革方式。
1983年7月尾，國務院批准成立廣深鐵路公司，並於同月起開始籌備工作；同年12月15日，广深铁路从原广州铁路局广州铁路分局分拆出来，被誉为中国铁路改革“第一号种子”的广深铁路公司在深圳成立，1984年1月1日正式开始营运，直接隶属于广州铁路局；国家允许公司从高度集中的国家铁路管理体制中脱离出来，实行“自主经营，自负盈亏，自我改造，自我发展”的经济承包责任制，其实行的新型管理模式被称为“广深模式”。国家不给分文，公司自行承担广州至深圳间铁路客货运输和对外服务业务，实行客货运输价格上浮50%和上缴利润递增包干的特殊政策，并靠自身创造的利润来自行分阶段完成广深铁路复线电气化改造建设。广深铁路公司有独立的设计施工审核权、客货运输经营权、行车调度指挥权、对外业务洽谈权和外汇留成使用权。公司领导体制的改革，加快了铁路工程进展速度，缩短、简化了铁路工程设计审批程序，不足三年广深铁路就完成了复线建设。
1992年，广深铁路公司更名为广深铁路总公司。1993年2月8日，广州铁路局改为广州铁路（集团）公司，广深铁路总公司成为广铁集团公司的全资子公司。

### 股份化改革
1993年11月的中国共产党第十四届中央委员会第三次全体会议上提出，“建立现代企业制度是发展社会化大生产和市场经济的必然要求，是我国国有企业改革的方向”，并通过了《中共中央关于建立社会主义市场经济体制若干问题的决定》，是中国经济体制改革进程中一座重要的里程碑，这标志着中国国有企业改革进入了制度创新、配套改革的新阶段。 1994年3月7日，经国务院证券委员会《证券发【1994】3号》文批准，广州铁路集团广深铁路总公司被确定为境外发行股票和上市预选的试点企业。1995年10月27日，中华人民共和国铁道部以《铁政策函【1995】522号》文批准，由广铁集团将广深铁路总公司的客货运输主业以及与运输业务和设施相关联的多种经营服务单位的资产，扣除相关负债后折价入股，组建广深铁路股份有限公司。 1995年12月14日，经国家体制改革委员会以《体改生【1995】151号》文批准，广铁集团作为唯一发起人，发起设立股份公司。1996年3月6日，广深铁路股份有限公司正式注册成立。
1996年4月9日，经国务院证券委员会批准，广深铁路股份有限公司向境外公众发行境外上市外资股股票。1996年4月，广深铁路股份有限公司在香港H股挂牌上市；同年5月13日，公司的美国存托凭证（ADR）又在美国纽约证券交易所挂牌上市，成为中国国内第一家公开上市的铁路运输企业，也是第一家同时在香港和美国上市的企业。继广深铁路股份有限公司之后，这种境外两地同时上市的集资方式开始流行，至今中国已经有十几家大中型国企采取类似方式，例如中国移动、中国联通、中国电信、中国人寿等，即在香港上市同时，也在美国发行ADR上市。广深铁路股份有限公司在两地上市后筹集资金净值42.12亿元人民币，在1996年至1998年间，公司运用上市筹集资金及自有资金持续投入建设准高速铁路、高速电气化及配套工程、广州东站、第三线铁路建设项目以及购置机车车辆。
2004年10月14日，经铁道部以《铁政法函【2004】588号》文（《关于羊城铁路总公司资产重组方案的批复》），批准由广深铁路股份有限公司融资收购广铁集团的全资子公司羊城铁路总公司（今羊城铁路实业发展总公司）的运输主业资产。2004年11月15日，广深铁路股份有限公司与羊铁公司签订《铁路运营资产收购协议》，确定羊铁公司的辅业资产与铁路运营资产进行分离，其中铁路运营资产由广深公司融资收购。此举一方面可以做到主辅分离，在明确界定运输主业与辅业资产范围的基础上，将羊铁公司的辅业资产与铁路运营资产进行分离，对华南铁路的运营资产进行打包整合；另一方面也可以为广铁集团打开融资渠道。
为了筹集收购羊铁公司主营资产的资金，广深铁路股份有限公司决定在中国大陆向社会公众发行境内上市内资股（A股）股票并上市交易。2005年6月13日，中华人民共和国财政部以《财建【2005】206号》文（《财政部关于批复广深铁路股份有限公司首发A股有关国有股权管理问题的复函》），同意公司在中国大陆首次发行不超过275,000万股人民币普通股。 2006年12月6日，中国证券监督管理委员会发出了《关于核准广深铁路股份有限公司首次公开发行股票的通知》；同月广深铁路股份有限公司正式公开发行27.48亿股A股，并在12月19日于上海证券交易所上市，每股发行价为3.76元，共筹集资金103亿元人民币。广深铁路股份有限公司运用筹集资金收购羊铁公司所拥有的广州至坪石段铁路运营资产及业务，并于2007年1月1日实施了收购。
2020年11月26日，广深铁路股份有限公司ADS从纽约证券交易所，并转入场外交易市场（OTC市场）交易，股票代码由GSH变更为GSHHY。2021年10月22日起，广深铁路股份有限公司ADS已停止在美国场外交易市场（OTC市场）进行交易。

## 机构设置
广深铁路股份有限公司设置（控股）下列机构（企业）：

### 运输站段
- 车站
  - 广州车站
  - 广州南车站
  - 江村车站
  - 深圳车站
- 车务段
  - 广州车务段
- 机务段
  - 广州机务段
- 车辆段
  - 广州车辆段
  - 广州北车辆段
- 工务段
  - 广州南高铁工务段
  - 广州工务段
- 电务段
  - 广州电务段
- 供电段
  - 广州供电段
  - 深圳供电段
- 客运段
  - 广州客运段
  - 广九客运段
- 货运中心
  - 广州货运中心
- 房建公寓段
  - 广州房建公寓段

### 子公司
- 东莞市常盛实业有限公司 51%
- 深圳富源实业开发有限公司 100%
- 深圳市平湖群亿铁路仓储装卸运输有限公司 100%
- 广深铁路列车经贸实业有限公司 100%
- 深圳市火车站服务有限公司 100%
- 广州铁路黄埔服务有限公司 100%
- 增城荔华股份有限公司 44.72%

### 联营企业
- 广州铁城实业有限公司 49%
- 深圳广铁土木工程有限公司 24.42%

## 机车
截至2023年7月，广深铁路公司拥有各型普速列车1,552辆、时速200－250公里CRH1型动车26组和CRH6型动车6组，尚无时速300公里以上的动车组。若自有机车不匹配或不足时会向国铁广州局集团租赁。

## 參看
- 广深铁路
- 广九直通车
- 广州铁路集团
- 社会主义市场经济
- 中华人民共和国经济